# Sandra (logiciel)
Pour les articles homonymes, voir Sandra.
SiSoftware Sandra (pour System ANalyser, Diagnostic and Reporting Assistant) est un logiciel de diagnostic permettant d'analyser la configuration d'un PC tournant sous Windows dans les moindres détails, de réaliser des tests de performances, d'effectuer des comparaisons entre plusieurs composants choisis dans une liste, etc.
Une fois l'analyse terminée, le logiciel peut délivrer, dans un rapport complet et en fonction des composants de votre ordinateur, des informations concernant :

## Le matériel et les composants
- La carte mère
- La carte graphique
- La carte son (wave, midi, aux, mix)
- La carte vidéo (type d'écran, le BIOS vidéo, etc.)
- La mémoire vive
- Le lecteur CD/DVD
- Le disque dur
- La version de ces matériels
- La version du BIOS
- Le clavier
- La souris
- L'imprimante
- Le numériseur de document
- Le fax
- La carte réseau
- Les ports (série, parallèle)
- Le lecteur de cartes (SD, xD, etc.)
- La connectique (USB, FireWire, etc.)

## Les applicatifs
- La version de Windows
- La version du SP installée
- La version de DirectX (DirectDraw, Direct3D, DirectSound (3D), DirectMusic, DirectPlay, DirectInput)
- La version d'OpenGL
- Le type de police utilisé (Bitmap, PostScript, TrueType, OpenType)
- Les pilotes des composants

Le logiciel Sandra connut un grand succès avec l'apparition des processeurs à double cœur d'entrée et de milieu de gamme, pour les comparaisons avec les processeurs classiques à simple cœur.